# Radio:Active
Radio:ACTIVE é o quarto álbum de estúdio da banda britânica McFly, sendo o primeiro lançado com a própria gravadora da banda, a Super Records, após deixarem a Island. Em 20 de Julho de 2008, o álbum foi distribuído gratuitamente junto com o The Mail on Sunday e a versão deluxe foi lançada em 22 de Setembro de 2008. O primeiro single do álbum foi "One for the Radio", seguido por "Lies" e "Do Ya/Stay With Me". No Brasil, a canção "Falling in Love" foi lançada como single promocional, tendo sido tocada em diversas emissoras de rádio e pela banda em apresentações. Mais tarde, ficou disponível mundialmente para download digital.
| Críticas profissionais                                                      | Críticas profissionais |
| Avaliações da crítica                                                       | Avaliações da crítica  |
| Fonte                                                                       | Avaliação              |
| --------------------------------------------------------------------------- | ---------------------- |
| Virgin Media                                                                | [ 1 ]                  |
| Digital Spy                                                                 | [ 2 ]                  |
| The Guardian                                                                | [ 3 ]                  |
| Sunday Times                                                                | [ 4 ]                  |
| Esta tabela precisa de ser acompanhada por texto em prosa. Consulte o guia. |                        |

## Faixas

### NoThe Mail on Sunday
1. "Do Ya" (T. Fletcher, D.Poynter, J.Bourne,) - 2:53
2. "Falling In Love" (D.Jones, T.Fletcher, J.Perry) - 4:26
3. "Everybody Knows" (T.Fletcher, D.Poynter, J.Bourne) - 3:15
4. "Smile" (D.Jones, T.Fletcher, J.Perry) - 3:18
5. "One for the Radio" (T.Fletcher) - 3:06
6. "POV" (T.Fletcher) - 3:53
7. "Corrupted" (T.Fletcher, L.Christy, G.Edwards, S.Spock) - 3:39
8. "The Heart Never Lies" (T.Fletcher) - 3:26
9. "Going Through The Motions" (T.Fletcher, D.Jones, D.Poynter) - 3:25
10. "The Last Song" (T.Fletcher, D.Jones, D.Poynter) - 4:51

### Edição Deluxe
1. "Lies"  (T. Fletcher, D. Jones, D. Poynter) - 3:46
2. "One for the Radio" (T. Fletcher)  - 3:06
3. "Everybody Knows" (T. Fletcher, D.Poynter, J.Bourne) - 3:15
4. "Do Ya" (T. Fletcher, D.Poynter, J.Bourne) - 2:53
5. "Falling In Love" (D.Jones, T. Fletcher, J. Perry) - 4:26
6. "POV" (T.Fletcher) - 3:53
7. "Corrupted" (T. Fletcher, L. Christy, G. Edwards, S. Spock) - 3:39
8. "Smile" (D. Jones, T. Fletcher, J. Perry) - 3:18
9. "The End" (T. Fletcher, L. Christy, G. Edwards, S. Spock) - 3:43
10. "Going Through The Motions" (T. Fletcher, D. Jones, D. Poynter) - 3:25
11. "Down Goes Another One" (T. Fletcher, D. Jones, D. Poynter) - 4:15
12. "Only The Strong Survive" (T. Fletcher, J. Perry) - 3:34
13. "The Last Song" (T. Fletcher, D. Jones, D. Poynter) - 4:51

- Essa edição também conta com 2 DVDs bônus e um livro de 32 páginas. Embora a versão brasileira do álbum, lançada em 27 de Outubro, seja uma edição simples, sem os bônus.

## Performance
| Parada musical                           | Melhor posição |
| ---------------------------------------- | -------------- |
| UK Albums Chart                          | 8              |
| Irish Albums Chart                       | 26             |
| Billboard European Top 100 Albums        | 34             |
| Oricon Weekly Albums Chart               | 49             |
| Oricon Weekly International Albums Chart | 15             |